# Xã La Prairie, Quận Marshall, Illinois
Xã La Prairie (tiếng Anh: La Prairie Township) là một xã thuộc quận Marshall, tiểu bang Illinois, Hoa Kỳ. Năm 2010, dân số của xã này là 364 người.